# Cololejeunea kodamae
Cololejeunea kodamae là một loài Rêu trong họ Lejeuneaceae. Loài này được Kamim. mô tả khoa học đầu tiên năm 1955.